# 奧氏鼠屬
奧氏鼠屬（Osgoodomys banderanus），哺乳綱、囓齒目、倉鼠科的一屬，而與奧氏鼠屬（奧氏鼠）同科的動物尚有小齒夕鼠屬（小齒夕鼠）、大耳攀鼠屬（大耳攀鼠）、稻鼠屬（白喉稻鼠）、沙居食蝗鼠屬（食蝗鼠）等之數種哺乳動物。